# Байер, Кристина
Кристина Байер (нем. Christina Beier; род. 9 июня 1984 года в Маниле, Филиппины) — немецкая фигуристка, выступавшая в танцах на льду. В паре со своим старшим братом Вилльямом Байером — четырёхкратная чемпионка Германии. Кроме того, один сезон, 2008—2009, Кристина выступала с Тимом Гизеном.

## Карьера
Мать Кристины и Вилльяма филиппинка, а отец немец. Когда Кристине было 6 лет, а её брату 7, они с отцом переехали из Манилы в Германию. Через несколько месяцев после возвращения отец Байеров погиб в автокатастрофе. Детей вырастили родственники со стороны отца, которые жили в Хемнице и работали на местном катке. Кристина начала кататься на этом катке ради развлечения.
Когда Кристине было 12 лет они с братом переехали в Дортмунд, в группу к Олегу Рыжкину. На международную арену Байеры вышли в 1999 году. В 2001 выиграли чемпионат Германии среди юниоров. В сезоне 2002—2003 вышли в финал юниорского Гран-при и заняли там 4-е место. В 2005 году, выиграли «взрослый» чемпионат Германии и в следующем сезоне подтвердили свой титул. Однако, весь сезон 2006—2007 пара была вынуждена пропустить из-за травмы ноги у Кристины. В следующем сезоне они снова выиграли национальный чемпионат, а на европейском первенстве заняли лишь 15-е место, после чего решили расстаться. Кристина встала в пару с Тимом Гизеном, однако на чемпионате Германии 2009 года эта пара заняла 4-е место и больше ни в каких соревнованиях не участвовала.
В олимпийском сезоне 2009—2010 Байеры решили объединиться в пару вновь. Немецкий союз конькобежцев, для квалификации фигуристов на Олимпийские игры-2010, установил следующие критерии: спортсмены должны были набрать определённую сумму баллов на одном из первых трёх международных турниров сезона 2009—2010 в которых они участвовали. Норматив для танцевальных дуэтов составил 145 баллов . Байеры выполнили норму на турнире «Finlandia Trophy 2009»  набрав 147.38 балла и вошли в сборную Германии на Олимпиаду.
Позже, они четвёртый раз выиграли национальный чемпионат, на чемпионате Европы снова были 15-ми, а Олимпиаду завершили на 18-м месте. В чемпионате мира 2010 года не участвовали.
К сезону 2010/2011 пара готовилась под руководством Максима Ставийского и Албены Денковой, но спустя 2 недели тренировок у Вилльяма обострилась мучившая его с 2006 года травма колена и пара решила завершить карьеру.

## Спортивные достижения

### Результаты после 2008 года
(с В.Байером)
| Соревнования            | 2009—2010 |
| ----------------------- | --------- |
| Зимние Олимпийские игры | 18        |
| Чемпионаты Европы       | 15        |
| Чемпионаты Германии     | 1         |
| Ice Challenge           | 3         |
| Finlandia Trophy        | 4         |
| Мемориал Ондрея Непелы  | 2         |

(с Т.Гизеном)
| Соервнования        | 2008—2009 |
| ------------------- | --------- |
| Чемпионаты Германии | 4         |

### Результаты 2003—2008 годы
(с В.Байером)
| Соревнования          | 2003—2004 | 2004—2005 | 2005—2006 | 2006—2007 | 2007—2008 |
| --------------------- | --------- | --------- | --------- | --------- | --------- |
| Чемпионаты мира       |           | 20        | 13        |           |           |
| Чемпионаты Европы     | 16        | 15        | 13        |           | 15        |
| Чемпионаты Германии   | 2         | 1         | 1         |           | 1         |
| Skate America         |           |           | 7         |           |           |
| Skate Canada          | 11        | 7         |           |           |           |
| Cup of China          | 8         |           |           |           |           |
| Trophée Eric Bompard  |           |           | 6         |           |           |
| Bofrost Cup           |           | 6         |           |           |           |
| Golden Spin of Zagreb |           |           |           |           | 4         |
| Мемориал Карла Шефера |           |           | 3         |           |           |
| Nebelhorn Trophy      |           |           | 3         |           | 2         |

### Результаты до 2003 года
| Соревнования                        | 1999—2000 | 2000—2001 | 2001—2002 | 2002—2003 |
| ----------------------------------- | --------- | --------- | --------- | --------- |
| Чемпионаты мира среди юниоров       | 15        |           | 11        | 5         |
| Чемпионаты Германии                 | 2J.       | 1J.       | 1J.       |           |
| Европейский юношеский фестиваль     |           |           |           | 2J.       |
| Финалы юниорского Гран-при          |           |           |           | 4J.       |
| Этапы юниорского Гран-при, Китай    |           |           |           | 1J.       |
| Этапы юниорского Гран-при, Франция  |           |           |           | 2J.       |
| Этапы юниорского Гран-при, Швеция   | 5J.       |           | 4J.       |           |
| Этапы юниорского Гран-при, Польша   |           |           | 3J.       |           |
| Этапы юниорского Гран-при, Норвегия |           | 3J.       |           |           |
| Этапы юниорского Гран-при, Чехия    |           | 5J.       |           |           |
| Этапы юниорского Гран-при, Словения | 4J.       |           |           |           |

- J = юниорский уровень; WD = снялись с соревнований